# Dirphiopsis
Dirphiopsis is een geslacht van vlinders van de familie nachtpauwogen (Saturniidae), uit de onderfamilie Hemileucinae.

## Soorten
- D. ayuruoca (Foetterle, 1902)
- D. cochabambensis (Lemaire, 1977)
- D. curvilineata Decaens, Wolfe & Herbin, 2003
- D. delta (Foetterle, 1902)
- D. epiolina (R. Felder & Rogenhofer, 1874)
- D. flora (Schaus, 1911)
- D. herbini Wolfe, 2003
- D. janzeni Lemaire, 2002
- D. multicolor (Walker, 1855)
- D. oridocea (Schaus, 1924)
- D. picturata (Schaus, 1913)
- D. pulchricornis (Walker, 1855)
- D. schreiteri (Schaus, 1925)
- D. trisignata (R. Felder & Rogenhofer, 1874)
- D. undulinea (F. Johnson, 1937)
- D. unicolor Lemaire, 1982
- D. wanderbilti Pearson, 1958
- D. wolfei Lemaire, 1992